# Arsen Melikian
Arsen Melikian –en armenio, Արսեն Մելիքյան– (Ereván, 17 de mayo de 1976) es un deportista armenio que compitió en halterofilia.
Participó en los Juegos Olímpicos de Sídney 2000, obteniendo una medalla de bronce en la categoría de 77 kg. Ganó una medalla de bronce en el Campeonato Europeo de Halterofilia de 2005, en la categoría de 85 kg.

## Palmarés internacional
| Juegos Olímpicos   | Juegos Olímpicos   | Juegos Olímpicos  | Juegos Olímpicos |
| Año                | Lugar              | Medalla           | Categoría        |
| ------------------ | ------------------ | ----------------- | ---------------- |
| 2000               | Sídney (Australia) | Medalla de bronce | 77 kg            |
| Campeonato Europeo |                    |                   |                  |
| Año                | Lugar              | Medalla           | Categoría        |
| 2005               | Sofía (Bulgaria)   | Medalla de bronce | 85 kg            |